# クァットゥオル・アビンク・アンノス
クァットゥオル・アビンク・アンノス (ラテン語: Quattuor abhinc annos, 「四年前に」の意) とは、バチカンの典礼秘跡省が1984年10月3日に司教会議に送付した、トリエント形式のミサの執行についての書簡のインキピットである。

## 歴史
この書簡は、第2バチカン公会議の議決により、教皇パウロ6世の権限に基づき1970年に公布した新しいミサ典礼書の受容ならびに、その典礼書に基づいた典礼改革の適応についての困難について、教皇ヨハネ・パウロ2世が先だって司教らにコメントを求めていたことを説明している。この後、教皇ヨハネ23世により公布された1962年のローマ・ミサ典礼書に基づくトリエント・ミサの司式について、典礼秘跡省は、このミサを望む特定の修道会または信者のグループに対し、司教区の司教にこれを許可する権限を与えた。ここで認可されたトリエント・ミサは、1962年のミサ典礼書に完全に基づき、全てラテン語で執行されるものである。
このような認可が下りたのはこれが初めてではなかった。1970年に新しいミサ Ordo Missae が公布された後、教皇パウロ6世は1971年10月30日、別名アガサ・クリスティ認可と呼ばれる書簡を発行し、英国の大部分の司祭に古典的なローマ典礼の使用の継続を許可している。

## 背景

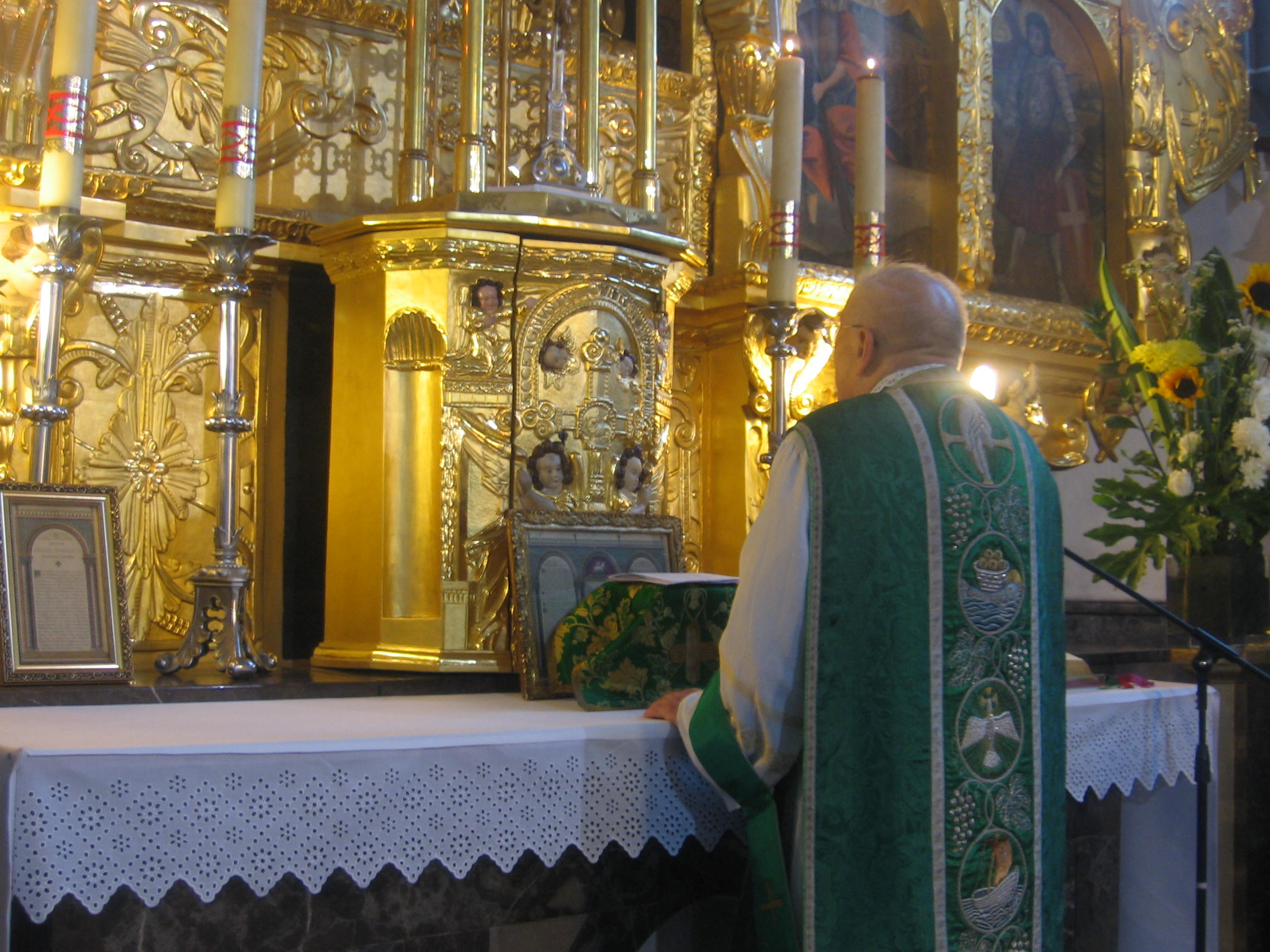
ポーランドの Szydłowiec の古い教会にて、マニプルを着用してトリエント形式の読誦ミサを捧げる司祭

このような要請を許可する主要な条件は、「司祭および信者諸氏が、1970年に教皇パウロ6世によって公布されたローマミサ典書の正当性および教義の正確性に疑問を呈する人々の立場を決して共有していないことを、あらゆる曖昧さを超えて公に明らかにする必要がある (that it be made publicly clear beyond all ambiguity that such priests and their respective faithful in no way share the positions of those who call in question the legitimacy and doctrinal exactitude of the Roman Missal promulgated by Pope Paul VI in 1970.)」とした。
司教区の司教らは、条件に見合わないと彼らが考えた人々による多くの要請を拒絶した。しかし、実のところ、当該認可は教区司教もしくは教皇庁より直接、限定的に、あるいは機会に応じて、多くの司祭や教区ならびに司祭修道会へ、古い形式のローマ典礼の使用許可が与えられていた。許可を与えられた司祭修道会には、聖ペトロ会、Institute of Christ the King Sovereign Priest、Personal Apostolic Administration of Saint John Mary Vianney が含まれていた。これらの会はミサの司式のみならず、秘蹟の執行やその他の典礼・習慣、聖務日課などでもトリエント典礼書のみを用いる。司祭個人およびカトリックの宗教団体に属する共同体もまた同様の認可を受けた。認可は Fraternity of Saint Vincent Ferrer, Institute of Saint Philip Neri,  Canons Regular of the New Jerusalem, Canons Regular of Saint John Cantius, Sainte Madeleine du Barroux 修道院 および Sainte Marie de la Garde などの諸団体に与えられた事例がある。また、様々な教区の聖職者もこの文書の規定を利用した。
トリエント・ミサを執行する司祭修道会やカトリックの団体の一覧は、「トリエント・ミサを行うコミュニティ」を参照。
教皇ヨハネ・パウロ2世はこの措置を1988年の自発教令エクレジア・デイにおいてさらに拡張し、この教令の中で教皇は司教らに、古いミサを求める全ての信徒のために、トリエント・ミサを執行する施設に寛大に許諾を与えるように諭した。 特権の範囲に関しては、エクレジア・デイがクァットゥオル・アビンク・アンノスにとってかわる。
聖ピオ十世会のような、 トリエント・ミサの執行に許諾は必要ないと主張するグループはクァットゥオル・アビンク・アンノスを非難し、この書簡に基づく認可を得て執行されたミサを「認可ミサ (Indult Masses)」と称して嘲笑した。また、聖ピオ五世会のような幾つかのグループでは、1962年以前のローマ・ミサ典書に基づくミサを司式することを好んだ。
より古い形式のローマ典礼の使用は一度も公式に廃止されたことがないという見解は、教皇ベネディクト16世により公式に確認された。ベネディクト16世は、（教会の責任者である司祭に下される）古いローマ典礼の使用許可は、公にミサを挙行する時のみに要求されるものであることを宣言した。
ベネディクト16世は2007年7月7日にこの教令を撤回し、彼自身の自発教令であるスンモールム・ポンティフィクムで制定された規定に置き換えた。

## See also
- 第2バチカン公会議後の公会議前典礼
- エクレジア・デイ

## 参照
1. ↑  Mayer, Augustin (1984年10月22日). “Indult for Use of Roman Missal of 1962 - Congregation for Divine Worship”. 2012年3月4日時点のオリジナルよりアーカイブ。2023年7月25日閲覧。
2. ↑  Dossier by N. Bux and S. Vitiello on the motu proprio of Benedict XVI Summorum Pontificum cura Archived 2007-10-24 at the Wayback Machine.